# حلاق

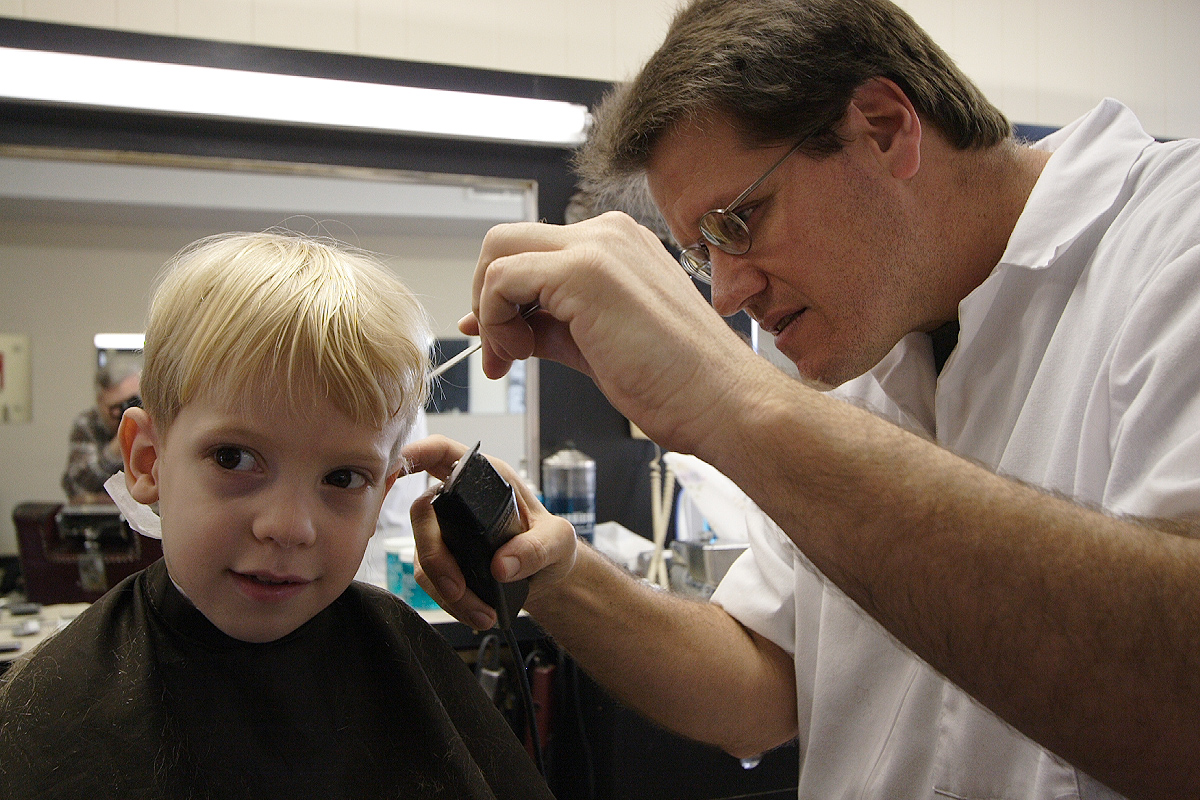
ولد أثناء الحلاقة

الحَلَّاق هو الذي يقص أو يصفف الشعر، ويحلق أو يهذب اللحية. ويُسمى مكان عمله المَحْلَق أو صالون الحلاقة. كان الحلاقون يقومون بعمل الجراح وقد تم الفصل بين المهنتين في إنجلترا بمرسوم صدر عام، هذا المرسوم منع قيام الحلاقين القائمين بالجراحة من عمل أي عملية جراحية فيما عدا الياس أو خلع السن. وكذلك منع القرار قيام الجراحين بمزاولة مهنة الحلاقة. هذا القانون بقي ساريا حتى عام 1745 م.
لا يزال شعار مهنة الحلاقة محفوظا على نطاق واسع في أوروبا وهو في شكل عمود تلتف حوله أشرطة حمراء وبيضاء بشكل حلزوني. هذه الأشرطة تمثل الرباط الذي كان يلفه الحلاق على المريض بعد الفصد.
مهنة الحلاقة مهنة قديمة، فقد عثر على موسى بين بقايا العصر البرونزي. وكان يأمر جنوده أن يحلقوا بانتظام، بحيث لا يتمكن الأعداء من إمساك لحاهم. وطور المصريون معدات لتجميل الوجه والشعر وكانت محلات الحلاقين في روما وأثينا أماكن للمناقشة ونشر الإشاعات وقد جعل روسيني من الحلاق فيجارو شخصية متميزة في مسرحيته حلاق إشبيلية.
عطلة مصففي الشعر هي يوم الاثنين من كل أسبوع وهو عبارة عن تقليد من دول أوروبا حيث يكون نظام العطلات هو يومي السبت والأحد من كل أسبوع. فتم اختيار الاثنين من قبل مصففى الشعر حتى لا يتم خساره الزبائن في عطلات الاسبوع يومى السبت والاحد وجرت العادة أن يكون الاثنين هو يوم العطلة لمصففي الشعر لصعوبة وجود من يريد تصفيف الشعر في بداية الأسبوع.

## أدوات الحلاقة
كرسي الحلاق.
مكينة حلاقة الشعر.
قماش أو غلاف حلاقة.
بودرة الحلاقة (بودرة التلك أو بودرة الأطفال).
فرشاة الشعر.
مشط.
ورق / شريط رقبة حلاقة.
مرآة حلاقة أو مرآة خلفية.
مطهر.
كريم الشعر.
مجفف الشعر، منفاخ الشعر أو مجفف الشعر.
جل الشعر.
دهن الشعر.
مقص شعر.
فرشاة حلاقة.
زيت الحلاقة.
شمع الشارب.
صابون الحلاقة أو كريم الحلاقة.
تقدر عائدات سوق لوازم الحلاقة بحوالي عشرين مليار دولار.

## معرض صور

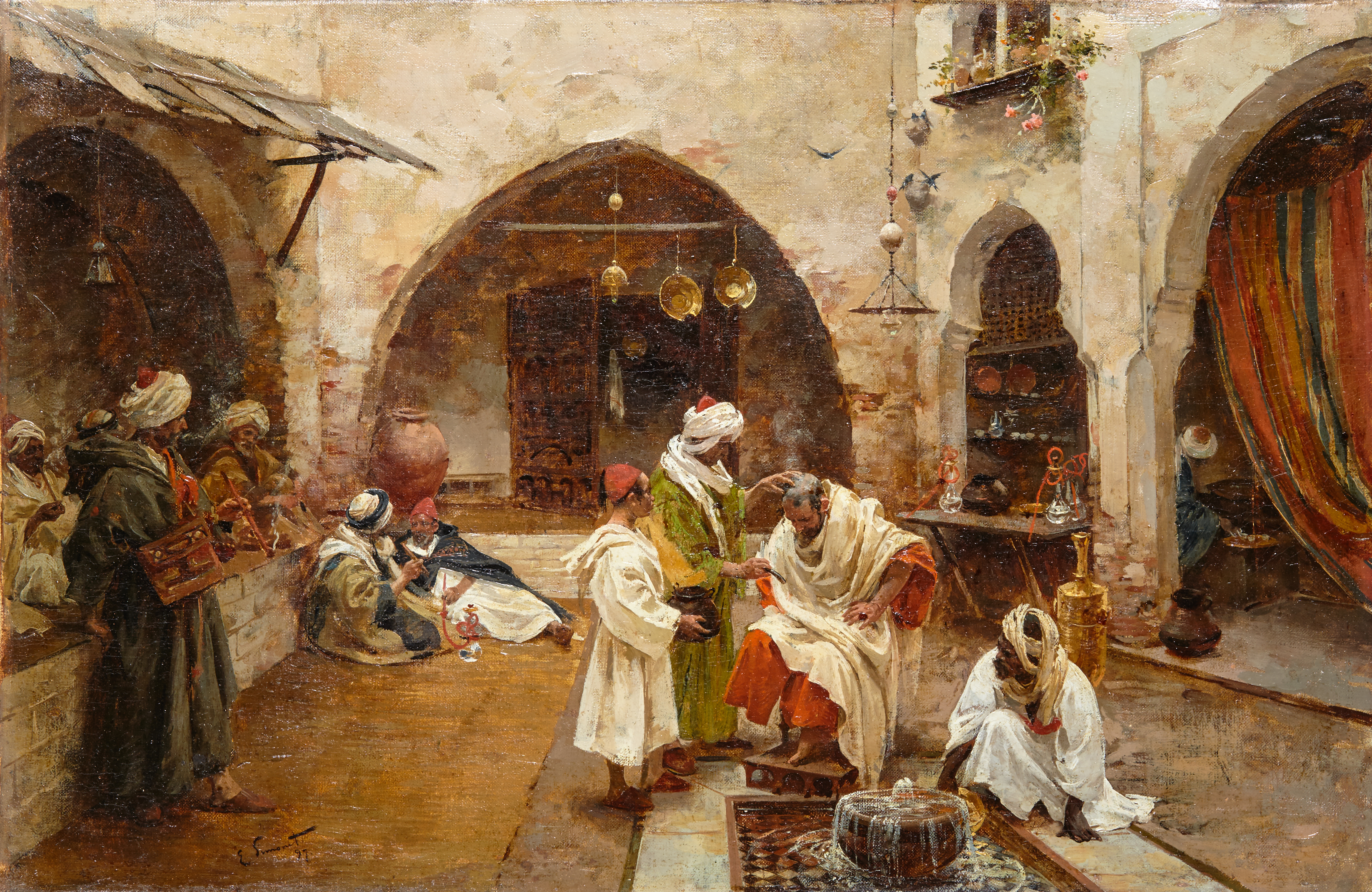
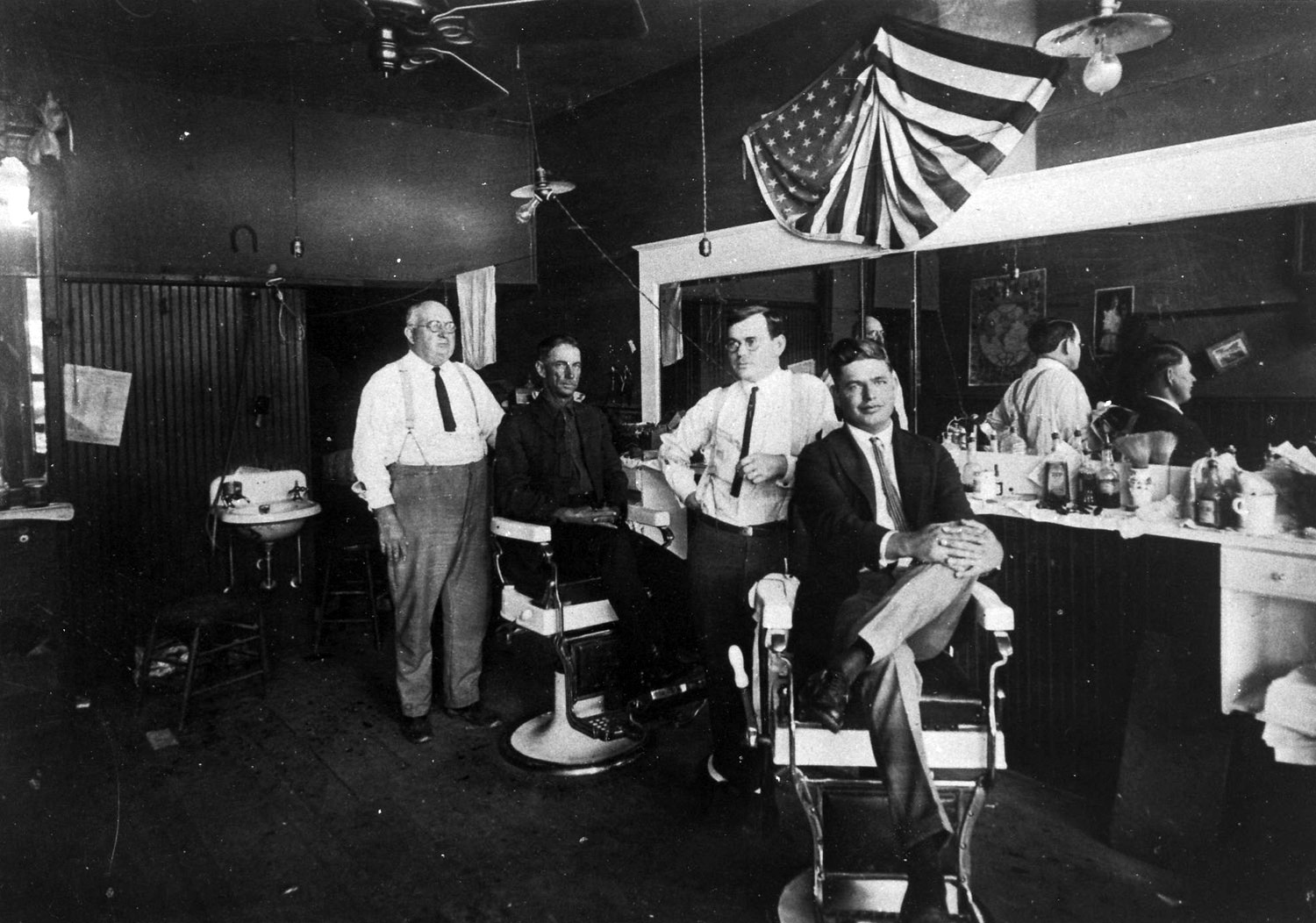
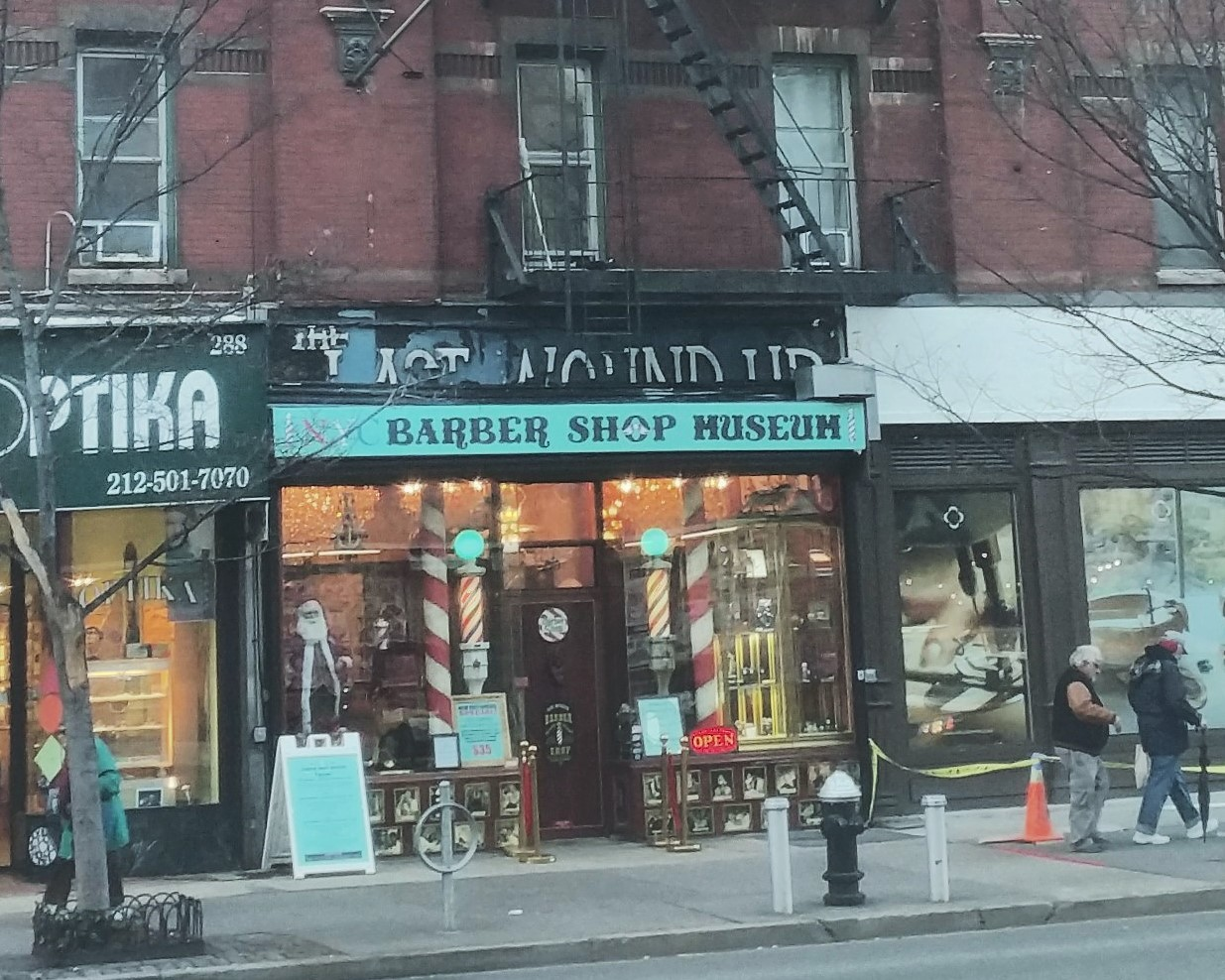
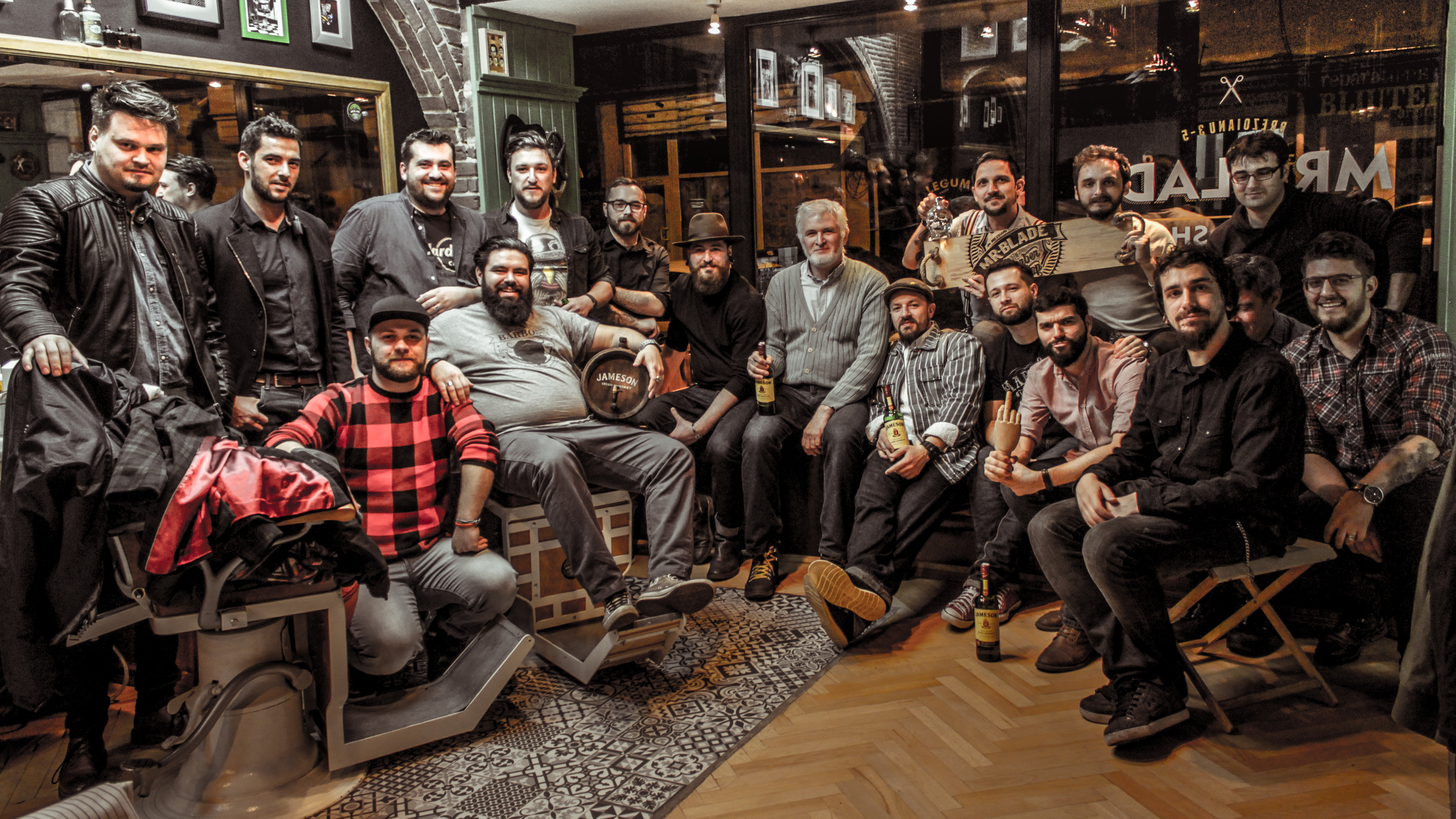
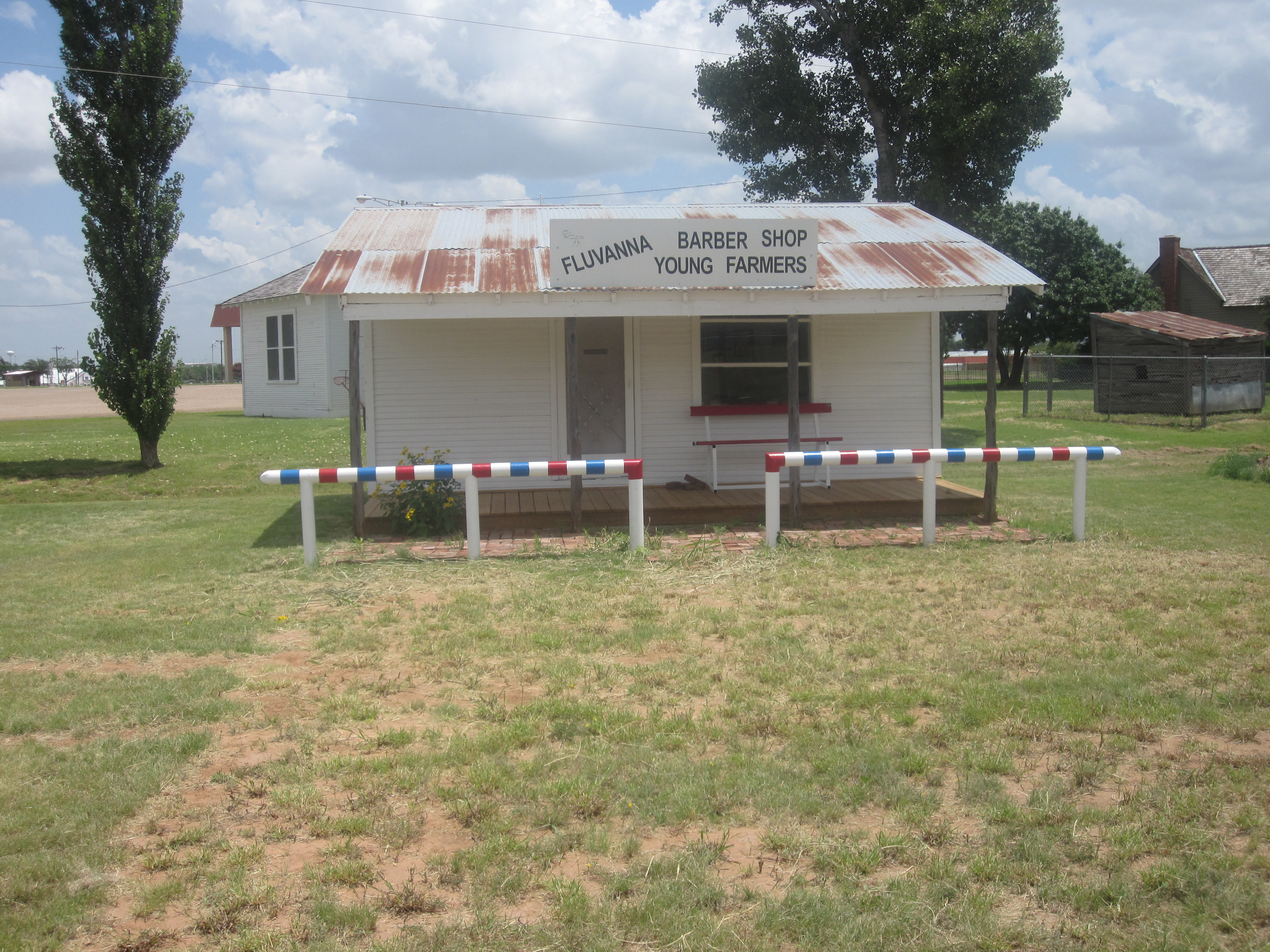
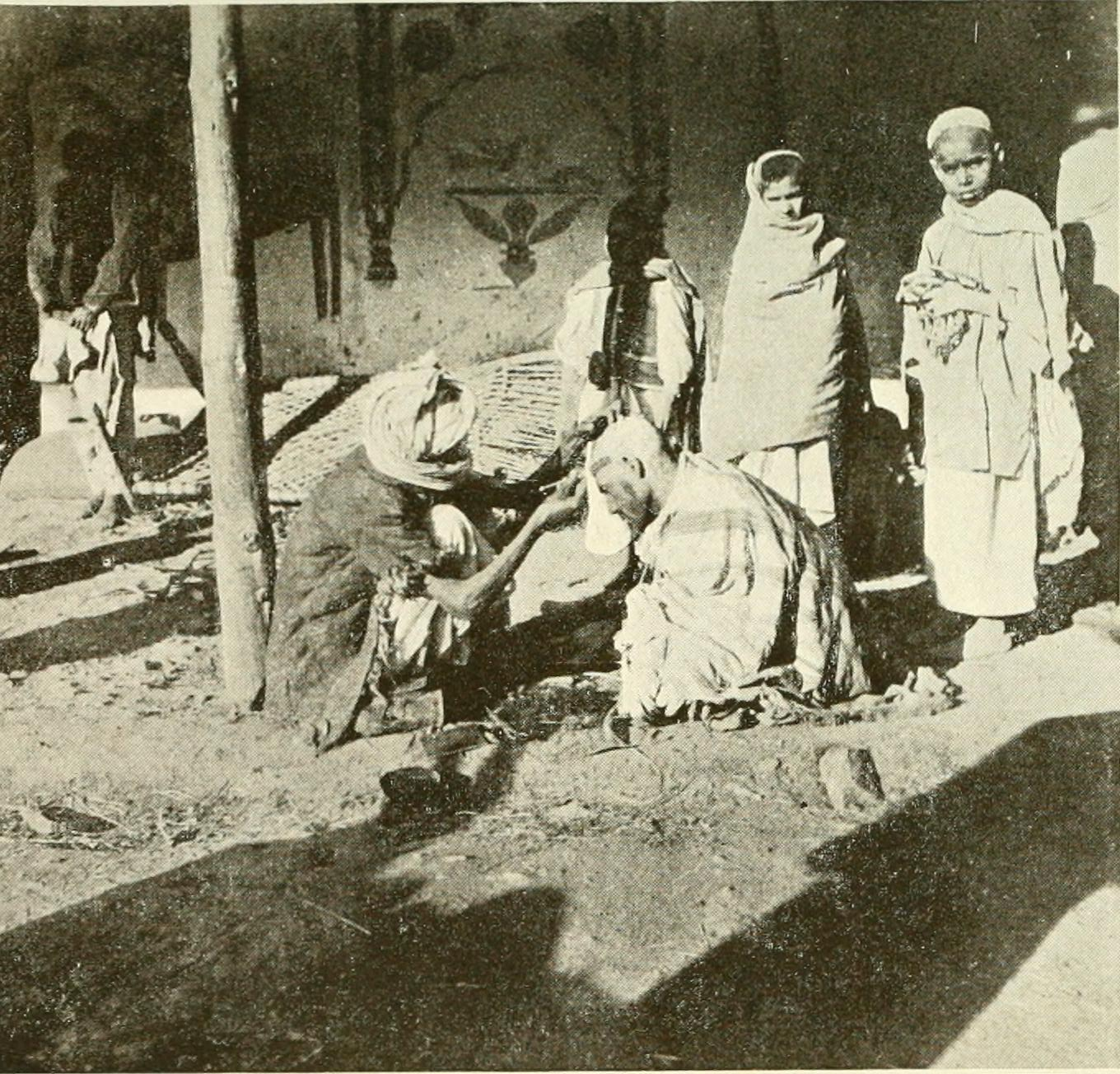

## الحلاق عند الحيوانات
مصطلح «الحلاقة» عند تطبيقه على فئران المختبر هو سلوك تستخدم فيه الفئران أسنانها لانتزاع الشعر من وجه زملائها في القفص عندما يقومون بتنظيف بعضهم البعض. تمارس من قبل كل من الفئران الذكور والإناث

## مواضيع متعلقة
- حلاقة
- مصفف الشعر